# سنت دونیتس (آیووا)
سنت دونیتس (به انگلیسی: St. Donatus) شهری در ایالت آیووا کشور ایالات متحده آمریکا است که جمعیت آن در سرشماری سال ۲۰۱۰ میلادی، ۱۳۵ نفر بوده‌است.